# 桥东街道 (惠州市)
桥东街道，是中华人民共和国广东省惠州市惠城区下辖的一个乡镇级行政单位。

## 行政区划
桥东街道下辖以下地区：
东湖社区、新建社区、菜园墩社区、水东东社区、和平直社区、桃子园社区、东河社区、长湖苑社区、东平村和文头岭村。